# 中村たかし
中村 たかし（なかむら たかし、1974年5月28日 - ）は、日本の俳優、声優。東京都出身。宇宙レコード所属。

## 略歴
- 1992年　西村たけおとパントマイムユニット「DECHNO・B」を結成。
- 1996年　小林顕作、西村たけおと「宇宙レコード」に改名後も主な公演には出演。

## 出演
太字はメインキャラクター。

### 舞台
1996年
- 「音楽畑でつかまえて」宇宙レコード

1997年
- 「宇宙レコード2」宇宙レコード
- 「ショック集団1」宇宙レコード
- 「ショック集団2」宇宙レコード
- 「ナントカ人と待ち合わせ」宇宙レコード

1998年
- 「スーパーショック集団」宇宙レコード
- 「燃えろショック集団」宇宙レコード
- 「ショショショショショショショック集団」宇宙レコード
- 「うん　びっくりしたよ」宇宙レコード

1999年
- 「ズドーン！！　ボカーン！！」宇宙レコード
- 「ゆるいパーマ、きついパーマ」宇宙レコード
- 「おい！かかってこい！」宇宙レコード

2000年
- 「OH！！ペッパーベイビー」宇宙レコード
- 「ザ・ポシェット」宇宙レコード
- 「ロッカールーム！！で俺を見つけたら1人でロックンロール！！している俺をほっといてくれ。」宇宙レコード

2001年
- 「インディアン・ポーカー」innerchild（作・演出：小手伸也）新宿シアターモリエール
- 「毛」宇宙レコード
- 「インディアン・ポーカー」innerchild vol.5（作・演出：小手伸也）
- 「小鳥さん・馬・a dog」宇宙レコード

2002年
- 「数神－from the sea of Mathmatics－」innerchild（作・演出：小手伸也）スフィアメックス
- 「15の夜（仮）」宇宙レコード
- 「数神」innerchild vol.7
- 「SPACE JESUS『終演後は駆け足で飲みに行く。』『生ビールよっつ』」HIGHLEG JESUS真夏の昇天シリーズ
- 「いいえっ　ショッピングです」宇宙レコード

2003年
- 「輪切りのバウム」RONNIE ROCKET Presents 49ers nano（作・演出：高多康一郎）しもきた空間リバティ
- 「"Hanzomon？" "Ha〜Ha〜Hanzomon！" "Ha〜Ha〜Hanzomon？"」宇宙レコード

2004年
- 「嗚呼、お前もか…」劇団宝船（作・演出：新井友香）下北沢　「劇」小劇場※日替わりゲスト出演
- 「いやん見ちゃん」宇宙レコード
- 「見ちゃんいやん」宇宙レコード

2005年
- 「大阪パフォーマンス東京ドール - O・P・T・D -」宇宙レコード
- 「Comedy Club KingのBLACK HOLE」宇宙レコード＋富岡晃一郎　RISING SUN ROCK FESTIVAL 2005 in EZO
- 「深いイミでTHAT'S！オーライ！」宇宙レコード

2006年
- 劇団宝船「あいつは泥棒」（作・演出：新井友香）下北沢　駅前劇場
- 「お台場SHOW-GEKI城」
- 邦題「そうですね、早くて一時間、一時間で終わりますよ」宇宙レコード3都市ツアー

2007年
- 「ダイブして、今すぐっほらっ」宇宙レコード
- 「最愛」劇団宝船（作・演出：新井友香）下北沢　駅前劇場
- 「中野成樹+フランケンズの短々とした仕事その1「冬眠」」中野成樹+フランケンズ（原作：チェーホフ「熊」/誤意訳：中野成樹）STスポット
- 「ともだちのともだち」RONNIE ROCKET Presents 49ers nano（作／演出：仗桐安）下高井戸　不思議地底窟　青の奇蹟

2014年
- 「あとの祭り」ナカミチ円陣（作：新井友香　演出：水下きよし）

### テレビアニメ
- OVERMANキングゲイナー（2002年、ザッキ・ブロンコ）
- パンティ&ストッキングwithガーターベルト（2010年、チャック）
  - New PANTY & STOCKING with GARTERBELT（2025年、チャック[3]）

### ゲーム
- キノの旅 -the Beautiful World-（2003年、トルス）
- スーパーロボット大戦Z（2008年、ザッキ・ブロンコ）

### ナレーション
テレビCM
- アイリスオーヤマ
- ジャパンネット銀行
- NTT ISDN

他多数
ラジオCM
- MSD
- 花王
- 東京ディズニーシー
- 日本コカ・コーラ
- ライオン (企業)
- JACCS
- 味の素
- サッポロビール
- MAZDA
- 佐川急便
- コンパック
- 公共広告機構
- 愛知学院大学
- WOWOW
- 四谷学院
- 三共製薬
- ヱビスビール

他多数